# 十周年記念 横浜スタジアム伝説
『十周年記念 横浜スタジアム伝説』（じゅっしゅうねんきねん よこはますたじあむでんせつ）は、2013年12月25日にリリースされた湘南乃風の4枚目の映像作品である。発売元はトイズファクトリー。

## 概要
- 2013年8月11日に横浜スタジアムで行われた『十周年記念 横浜スタジアム伝説』の模様を収録。
- 初回限定盤には、2013年5月3日に行われた『風伝説〜音の上の格闘技!! 頂点を目指す挑戦者 10年目のタイトルマッチ 待ってろエイドリアーーン TOUR 2013〜』の国立代々木競技場第一体育館公演の模様を2013年3月6日に発売された『湘南乃風〜2023〜』に収録された曲を中心に収録。また、横浜スタジアム公演での1日をメンバーに完全密着したインタビューを含むドキュメント映像も収録される。

## 収録映像曲

### DISC-1
- 十周年記念 横浜スタジアム伝説

1. Real Riders
2. SHOW TIME
3. Earthquake
4. BREAK DOWN
5. 晴伝説
6. 覇王樹
7. 炎天夏
8. 湾岸 highway
9. 曖歌
10. 応援歌 feat. MOOMIN
11. NO WAY〜悪漢無頼〜
12. JUMP AROUND
13. OH YEAH
14. SALUTE
15. Born to be WILD
16. 親友よ
17. 純恋歌
18. 爆音男〜BOMBERMAN〜
19. Joker
20. 黄金魂
21. 雪月花
22. さくら〜卒業〜 feat. MINMI
23. (MC)恋時雨
24. カラス
25. CLASSIC

### DISC-2
- 十周年記念 横浜スタジアム伝説

1. Rockin'Wild
2. GAMES SHONAN PLAY
3. Dream Lover feat. MOOMIN, MINMI
4. BIG UP
5. ハピバ
6. 睡蓮花
7. Wild Speed

- 風伝説〜音の上の格闘技!! 頂点を目指す挑戦者 10年目のタイトルマッチ 待ってろエイドリアーーン TOUR 2013〜(初回盤のみに収録)

1. WICKED & WILD
2. 陽炎
3. Love It...
4. あなたのために
5. いつか
6. LIFE
7. 白詰草
8. STAY GOLD

### CD
1. GAMES SHONAN PLAY
（作詞・作曲:Joe South・湘南乃風 / 編曲：石垣美隆、湘南乃風）
コカ・コーラ×湘南乃風 コラボソング
ジョー・サウスが1969年に発表した「Games People Play」が原曲である。
2. BIG UP
（作詞:湘南乃風 / 作曲:湘南乃風、Amin03 / 編曲：Amin03、湘南乃風）
映画「神様はバリにいる」主題歌
10周年メモリアルソング